# Phylidorea (Phylidorea) gracilistyla
Phylidorea (Phylidorea) gracilistyla is een tweevleugelige uit de familie steltmuggen (Limoniidae). De soort komt voor in het Palearctisch gebied.